# Guy Bontempelli
Pour les articles homonymes, voir Bontempelli.
Guy Bontempelli est un auteur-compositeur-interprète français né le 25 mars 1940 à Champigny-sur-Marne (Seine) et mort le 16 décembre 2014 à Marseille (5e arr.).

## Biographie

### Carrière

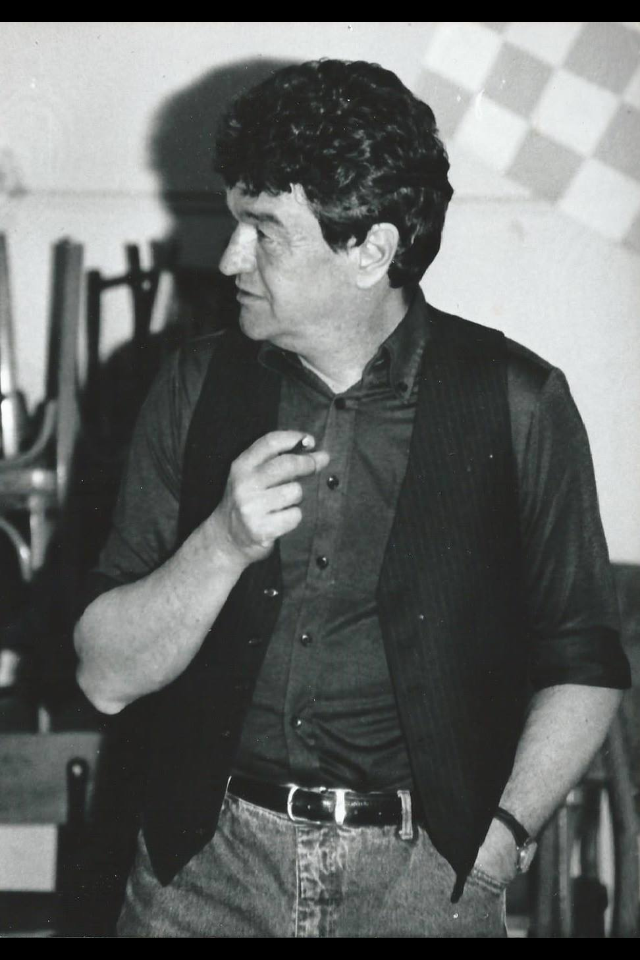
Guy Bontempelli

Guy Bontempelli apprend très jeune le piano et l’harmonie en se passionnant déjà pour la chanson. À l’heure des études post-secondaires, il choisit les lettres et le droit. Lors d’un passage à New York, où le jeune homme assiste aux plus grandes comédies musicales de Broadway, il décide de se lancer dans la chanson.
Auteur-compositeur-interprète aux chansons de grandes qualités, Guy Bontempelli connut le succès grâce à l’interprétation par Françoise Hardy de Ma jeunesse fout le camp et Tu Verras. Portrait d’un homme qui parallèlement à sa propre carrière a écrit pour les plus grands interprètes de la chanson française : Juliette Gréco, Dalida, Nicoletta, Brigitte Bardot, etc.
En 1965, son premier disque, qui comprend Vos yeux cachou, La Seine et Rouen et Madrid, obtient le grand prix de l’académie Charles-Cros. Cependant, avant la sortie de ce disque, Guy Bontempelli avait déjà écrit des chansons pour Michèle Arnaud (La Seine et Rouen, La Grammaire et l’amour, Concarneau), Catherine Sauvage (Que reste-t-il ?),  Patachou (Le Mariage d’Angèle) et  Jean-Claude Pascal. Plusieurs de ces chansons seront reprises par leur auteur.
Malgré le succès relatif de ses disques (sa chanson très remarquée Quand je vois passer un bateau, coécrite avec Gérard Bourgeois en 1966), l’auteur-compositeur-interprète tarde à monter sur scène ; il est paralysé par le trac. Il finit tout de même par faire l’Olympia en 1969. Parallèlement, il anime diverses émissions de télévision, notamment sur Antenne 2 (Paroles et musiques).
Tout en continuant à enregistrer sporadiquement quelques chansons, Guy Bontempelli délaisse sa carrière de chanteur pour se consacrer à d’autres artistes. C’est ainsi que Françoise Hardy, après avoir interprété Tu verras en 1966, enregistre en 1967, ce qui sera le plus grand succès de l’auteur-compositeur : Ma jeunesse fout le camp. La chanson sera reprise par Jean-Claude Pascal avec autant de succès.
Parmi les interprètes de Guy Bontempelli, Juliette Gréco occupe une place importante. En effet, celle-ci interprète avec émotion : La Femme, Dans ton lit (1967), Le Tango, Faites pas la guerre (1968).
Il s’avère, d'ailleurs, que les femmes sont nombreuses parmi les interprètes de l’auteur-compositeur :
- Brigitte Bardot, Depuis que tu m'as quittée, 1970
- Noëlle Cordier, J’ai regardé
- Dalida, Pars, 1970
- Christine Delaroche, Fais-moi l'amour l'après-midi (musique de Warren Saxe), Vamp de poche et reprise de Tu verras (1995)
- Mireille Mathieu Chanson triste, 1971
- Nana Mouskouri, À la porte du jardin, paroles en français de Guy Bontempelli (1973), chanson originale en anglais de Gordon Lightfoot (« Song for a Winter's Night », 1969)
- Nicoletta, Quel est l’homme, 1971
- Bee Michelin, Ton air choubidou, 1981

En 1967, Guy écrit un texte sur le célèbre Concerto d’Aranjuez de Joaquín Rodrigo. La chanson Aranjuez mon amour, interprétée par Richard Anthony, connaît un énorme succès mondial. Richard chante également Séverine en 1968 et Un soleil rouge en 1971. Charles Aznavour n’hésite pas à collaborer avec l’auteur-compositeur. Cette collaboration prestigieuse donnera naissance à des chansons comme Je t’aime (1972) et Ne t’en fais pas (1978), enregistrées toutes deux par Aznavour lui-même.
Guy Bontempelli collabore également avec Éric Charden. Il lui donne d’abord le texte de 14 ans les gauloises à la fin des années soixante. Plus tard, Stone et Charden (duo composé d’Éric Charden et d’Annie Gautrat, alias Stone) interprèteront, entre autres, Comme le meunier fait son pain. En 1975, la collaboration entre les deux hommes donne naissance à Mayflower, une comédie musicale devenue depuis mythique. Cette œuvre, produite par Charles Talar, est signée Éric Charden pour la musique, Guy pour le livret, Jean-Claude Petit pour les arrangements. Le double album se vend à 200 000 exemplaires et l’œuvre obtient un grand succès sur scène[précision nécessaire].
Guy Bontempelli renouvellera fréquemment l’expérience de la comédie musicale (Si ça vous chante, Niméñio 2, créée avec Gérard Bourgeois).
Pendant sa carrière, il a également produit des émissions de télévision et compose la musique de la série télévisée Les Dames de la côte. Malgré la réédition de ses anciennes chansons en disque compact (double CD, en 2000), Guy Bontempelli n’a pas enregistré de nouvelles chansons depuis 1983, prouvant que sa carrière de chanteur était désormais derrière lui.

### Vie privée
Frère de Bruno Bontempelli, compositeur et écrivain et de Marc Bontempelli, restaurateur, il a été marié à la comédienne Christine Delaroche et à la chanteuse et comédienne Isabelle Bontempelli (dite Bee Michelin).
Il a eu un fils, Gino, avec Christine Dhennin, puis une fille, Élise, avec Christine Delaroche et enfin un garçon et une fille, Pierre et Elsa, avec Isabelle Michelin dite Bee Michelin.
Il habitait à Buis-les-Baronnies où son frère Marc tient un restaurant.

## Discographie
- 1965 : La Seine et Rouen - Le Mariage d'Angèle - Les Oies du pensionnat - Madrid - De la langue française - L'Inventaire (Les Yeux de toi) - Comment dire - Son rendez-vous - Les Soldats et les chiens - Ceux qui recommencent - Vos yeux cachou (Chanson pour Juliette) - Monsieur Rimbaud (33 tours 30 cm Pathé Marconi STX 210)
- 1966 : Madrid - Vos yeux cachou (Chanson pour Juliette) - Le Mariage d’Angèle - La Seine et Rouen (45 tours Pathé EG933)
- 1966 : La Valse - Comme dans tes chemins… - J'oublie ton nom - Alice (45 tours Pathé EG 998)
- 1966 : Madrid - Les Soldats et les Chiens (45 tours Pathé 45G2081)
- 1966 : Vos yeux cachou - De la langue française (45 tours Pathé 45G2082)
- 1966 : Les Oies du pensionnat - Le Mariage d’Angèle  (45 tours Pathé 45G2084)
- 1966 : La Seine et Rouen - L’Inventaire (Les Yeux de toi) (45 tours Pathé G2085)
- 1967 : La Femme - Le Divan d'indienne - Prendre la mer (Chanson pour Jacques) - Le Cœur à fleur d'eau (45 tours Pathé EG 1023)
- 1968 : Pam ba da di dam - La Dernière - Madame est au lit - Quand la pluie tombe - Ma jeunesse fout l'camp - Dors - Mozart - Notre-Dame - L'Anglaise - Concarneau (33 tours 30 cm Pathé SPTX 340 562)
- 1970 : La Trentaine - Rouvrez-les ! - La Frileuse - Faites les premiers pas - Le Voyage - Paris, le diable, le bon Dieu - Mercurochrome - Merveilleuse gauche française - La Chambre d'amour - Gens de ma rue - Un matin  (33 tours 30 cm Pathé 2C062-10763)
- 1971 : Quand je vois passer un bateau - L'Étrangère (avec Christine Delaroche) (45 tours Polydor 2056133)
- 1973 : Un temps pour chaque chose - La Femme (Ça tient du chat et de la rose) - À point n'y touche - En toi - C'est pendant que je rêvais - Quand je vois passer un bateau - Santander - Je n'y comprends rien - Ma jeunesse fout l'camp - Je suis venu de loin - Répète avec moi - L'Erreur à nos amours (33 tours 30 cm Polydor 2393047)
- 1980 : La Seine et Rouen (33 tours 30 cm Pathé 2C06872150)
- 1983 : Mes galères Tu m'as fait rire, Sony - (45 tours Tréma et RCA 410215)
- 1990 : La Femme - L'Inventaire (Les Yeux de toi) - Le Mariage d'Angèle - La Dernière - Madrid - Les Soldats et les chiens - Notre-Dame - Monsieur Rimbaud - Mozart - Les Oies du pensionnat - De la langue française - La Seine et Rouen - Concarneau - Le Cœur à fleur d'eau - Comment dire - Ma jeunesse fout l'camp (CD Pathé 2526202)
- 2000 : La Seine et Rouen - Le Mariage d'Angèle - Les Oies du pensionnat - Madrid - De la langue française - L'Inventaire (Les Yeux de toi) - Comment dire - Son rendez-vous - Les Soldats et les chiens - Ceux qui recommencent - Vos yeux cachou (Chanson pour Juliette) - Monsieur Rimbaud - La Femme - Le Divan d'indienne - Prendre la mer (Chanson pour Jacques) - Le Cœur à fleur d'eau - La Valse - Comme dans tes chemins… - J'oublie ton nom - Alice / Pam ba da di dam - La Dernière - Madame est au lit - Quand la pluie tombe - Ma jeunesse fout l'camp - Dors - Mozart - Notre-Dame - L'Anglaise - Concarneau - La Trentaine - Rouvrez-les ! - La Frileuse - Faites les premiers pas - Le Voyage - Paris, le diable, le bon Dieu - Mercurochrome - Merveilleuse gauche française - La Chambre d'amour - Gens de ma rue - Un matin (2 CD EMI 5271362)

## Théâtre
- 1970-1971 : La Souricière d'après Agatha Christie, mise en scène Jean-Paul Cisife, théâtre des Célestins puis théâtre Hébertot : Giles Ralston